# Verbondsleer
De verbondsleer neemt een belangrijke plaats in binnen de gereformeerde theologie. De verbondsleer beschrijft de verbondsmatige verhoudingen tussen God en mens. 
Een verbond bestaat in de Bijbel uit verplichtende afspraken, die bevestigd worden met een eed en gepaard gaan met een symbolisch teken. Op het verbreken van het verbond staan zware straffen.

## Verbonden in het Oude en Nieuwe Testament
In het Oude en Nieuwe Testament wordt verschillende malen geschreven over een verbond. Er kan sprake zijn van een verbond tussen God en mensen, of van een verbond tussen mensen onderling.
1. Het Verbond met Adam in de hof van Eden (Engels: Edenic Covenant) (Genesis 1:28-30 en 2:16-17, Hosea 6:7)
2. Verbond met Adam na de zondeval (Engels: Adamic Covenant) (Genesis 3:15)
3. Noachs verbond (Genesis 8 en 9)
4. Abrahams verbond (Genesis 12, 15, 17, 22)
5. Mozaïsche verbond (Exodus 19-24; Deuteronomium 4-5)
6. Het Israëls verbond (Deuteronomium 29-30)
7. Het Davidische verbond (2 Samuel 7:8-17; Psalm 89:20-38; 132:11-12; Jeremia 33:17-22)
8. Het Nieuwe verbond (Lucas 22:20)

## Voorwaardelijk en onvoorwaardelijk
Er kan onderscheid gemaakt worden tussen een voorwaardelijk en een onvoorwaardelijk verbond.
- Bij een voorwaardelijk verbond schenkt God Zijn beloften op voorwaarde dat de mens de verplichtingen van het verbond volbrengt.
- Bij een onvoorwaardelijk verbond gaat God als het ware een verplichting met Zichzelf aan, de belofte wordt aan de mens geschonken uit genade.

## Werkverbond en genadeverbond
Binnen de gereformeerde theologie wordt onderscheid gemaakt tussen het werkverbond en het genadeverbond.

### Werkverbond
Hoewel het woord verbond niet voortkomt in Genesis 1 tot en met 3 wordt er theologisch gesproken over een verbond. Het werkverbond werd ingesteld vóór de zondeval. Het was een voorwaardelijk verbond: God zou de mens het eeuwige leven schenken als hij niet at van een bepaalde boom, de Boom van de kennis van goed en kwaad. In tegenstelling tot bij het genadeverbond waar de mens wordt opgeroepen om te geloven, moet de mens hier iets doen. De straf op het verbreken van het verbond was de dood.
Het werkverbond werd verbroken tijdens de zondeval: de mens at van de Boom van de kennis van goed en kwaad. Daarom werden de mensen onderworpen aan de dood. God heeft toen echter het genadeverbond geopenbaard aan de mens.

### Genadeverbond
Het genadeverbond kan deels worden beschouwd als een onvoorwaardelijk verbond, en deels als een voorwaardelijk verbond: God zou uit genade de mens het eeuwige leven schenken, zonder verdienste aan de kant van de mens. De voorwaarde was echter, dat iemand, namelijk Jezus Christus in plaats van de mens de straf op het verbreken van het verbond zou dragen. De sacramenten (besnijdenis en Pascha in het Oude Testament, doop en Avondmaal in het Nieuwe Testament) worden beschouwd als de symbolische tekenen bij het genadeverbond.
Binnen het verbond zijn God en mens niet gelijkwaardig. God is Degene die het verbond opricht en inhoudelijk bepaalt. Mensen kunnen het verbond in geloof aanvaarden, maar het verbond inhoudelijk niet bepalen en niet in eigen kracht bewaren. Theologisch wordt er gezegd dat het verbond monopleurisch is in oprichting en dupleurisch is in uitwerking.
Binnen het gereformeerde protestantisme verschillen de meningen over de verhouding tussen verbond en verkiezing, als ook de vraag met wie het verbond is opgericht. Zo zijn er theologen die stellen dat het verbond is opgericht met Abraham, de vader van de gelovigen, anderen stellen dat het genadeverbond in de eeuwigheid is opgericht met Christus.
Volgens antwoord 74 van de Heidelbergse Catechismus behoren de gelovige volwassenen en hun kinderen tot het verbond en daarom behoren de jonge kinderen gedoopt te worden. De doop wordt in dit antwoord het teken van het verbond genoemd. Later is men een onderscheid gaan maken tussen uitwendig en inwendig verbond. Dit onderscheid werd door Wilhelmus a Brakel echter afgewezen.

## Bedelingen van het genadeverbond
De openbaring van het genadeverbond zou verschillende zogenaamde bedélingen hebben gehad.
- Persoonlijke bedeling: Van Adam tot Abraham. Individuele personen
- Patriarchale bedeling: van Abraham tot Mozes. Binnen de gezinnen van de aartsvaders
- Nationale bedeling: van Mozes tot de Nieuw-Testamentische periode. Binnen het volk van de Israëlieten
- Mondiale bedeling: Vanaf de uitstorting van de Heilige Geest tijdens Pinksteren tot aan de wederkomst van Jezus Christus. Verspreiding van het evangelie onder de heidenen.